# تی‌ال‌سی: میزها، نردبان‌ها و صندلی‌ها (۲۰۲۰)
تی‌ال‌سی: میزها، نردبان‌ها و صندلی‌ها (۲۰۲۰) (به انگلیسی: TLC: Tables, Ladders & Chairs) یک رویداد غیر رایگان (Pay-Per-View) در کشتی حرفه‌ای می‌باشد که توسط کمپانی دبلیودبلیوئی برای هردو برَند راو و اسمک‌دَون تهیه می‌شود و این دوره اش هم در ۲۰ دسامبر ۲۰۲۰ در مرکز تروپیکانا شهر سن پترزبورگ ایالت فلوریدا برگزار شد. این دوازدهمین رویداد تحت عنوان تی‌ال‌سی: میزها، نردبان‌ها و صندلی‌ها بود.

## زمینه‌سازی
تی‌ال‌سی شامل مسابقاتی بین دشمنی‌های موجود، ماجراهای پیش آمده و استوری‌هایی خواهد بود که پیش از این در برنامه‌های راو یا اسمک داون پخش شده بود. کشتی‌گیرها با توجه به مسابقات یا سری اتفاقاتی که برایشان رخ می‌دهد و تنش را به حد اکثر می‌رساند، نقش منفی یا قهرمان به خود می‌گیرند.

## نتایج
| #                                                                                                 | نتایج | نوع مسابقه                                                          | مدت زمان |
| ------------------------------------------------------------------------------------------------- | --- | ------------------------------------------------------------------- | -------- |
| ۱پ                                                                                                | بیگ ای، دنیل برایان، چد گیبل و اوتیس پیروز در مقابل کینگ کوربین، سمی زین، سزارو و شینسکه ناکامورا                              | مسابقه تگ تیم هشت نفره                                              | ۸:۳۵     |
| ۲                                                                                                 | درو مکینتایر (c) پیروز در مقابل ای جی استایلز (با همراهی اوماس) و د میز (با همراهی جان ماریسون)                                | مسابقه سه جانبه میزها، صندلی‌ها و نردبان‌ها برای قهرمانی دبلیودبلیوئی | ۲۷:۰۵    |
| ۳                                                                                                 | ساشا بنکس (c) پیروز در مقابل کارملا (با همراهی ریجینالد) با تسلیم                                                              | مسابقه تک نفره برای کمربند زنان اسمک داون                           | ۱۲:۱۱    |
| ۴                                                                                                 | د هرت بیزینس (سدریک الکساندر و شلتون بنجامین) (با همراهی ام وی پی) پیروز در مقابل د نو دی (کوفی کینگستون و ایکس زویر وودز) (c) | مسابقه تگ تیم برای کمربندان تگ تیم راو                              | ۱۰:۰۰    |
| ۵                                                                                                 | آسکا و شارلوت فلر پیروز در مقابل نایا جکس و شینا بیزلر (c)                                                                     | مسابقه تگ تیم برای قهرمانی تگ تیم زنان دبلیودبلیوئی                 | ۱۰:۰۵    |
| ۶                                                                                                 | رومن رینز (c) (با همراهی پاول هیمن) پیروز در مقابل کوین اونز                                                                   | مسابقه میزها صندلی‌ها و نردبان‌ها برای قهرمانی یونیورسال دبلیودبلیوئی | ۲۴:۴۵    |
| ۷                                                                                                 | رندی اورتن پیروز در مقابل "د فیند" بری وایت                                                                                    | مسابقه رینگ آتش                                                     | ۱۲:۰۰    |
| - (c) – نشان‌دهنده قهرمان(هایی) است که به میدان می‌روند - پ – نشان‌دهنده این است که مسابقه در پری–شو | |                                                                     |          |